# Demokracja elektroniczna
Demokracja elektroniczna (również e-demokracja) – wykorzystanie technik informatyczno-komputerowych (w szczególności internetu) jako narzędzi umożliwiających obywatelom pełniejszy udział w procesach demokratycznych (np. e-parlament, e-głosowanie, e-petycje, e-konsultacje).
W szerszym znaczeniu pojęcie to obejmuje również pełniejszy elektroniczny dostęp obywateli do informacji (np. BIP) czy usług publicznych.

## Początki
Koncepcja powstała w latach siedemdziesiątych-osiemdziesiątych XX wieku i określana była jako „teledemokracja”. Nakazywała zwrócenie się w stronę telewizji, teleinformatyki i wideo, by odnowić praktyki polityczne. Koniecznym do jej rozpatrywania był interwencjonizm państwowy, który w postępie technologicznym upatrywał dźwignię pozwalającą na unowocześnianie społeczeństwa.
W latach dziewięćdziesiątych, wraz z rozwojem świata cyfrowego, pojęcie przekształcone zostało w „demokrację elektroniczną”, czy też „cyberdemokrację”. Miało ono spełniać marzenia o społeczeństwie bez pośredników, w którym obywatele aktywni i lepiej poinformowani za sprawą dostępu do stron sieci, mogliby swobodnie wypowiadać się na forach, wybierać swoich przedstawicieli i określać swoje priorytety polityczne w ramach bezpośredniej i zgodnej „silnej demokracji”, zgodnie z pragnieniami Benjamina Barbera.

## Działanie demokracji elektronicznej
Z założenia użycie środków elektronicznych w demokracji ma budować społeczeństwo obywatelskie, ponieważ powinno ułatwić intensywny udział obywateli w debacie publicznej i głosowaniu, w sprawach ogólnopaństwowych i lokalnych. Ma również umożliwiać każdemu obywatelowi łatwe wnoszenie inicjatyw, publiczne prezentowanie argumentów i krytykę. Może konsolidować małe społeczności i rozproszone grupy interesów.

## Zalety demokracji elektronicznej
Najważniejsze zalety demokracji elektronicznej to:
- umacnia społeczeństwo obywatelskie,
- wzmacnia pozycję pojedynczego obywatela,
- ułatwia publiczną dyskusję,
- niskie koszty,
- konsoliduje małe społeczności i rozproszone grupy interesów,
- nie wymaga struktury lokali wyborczych,
- umożliwia częste głosowanie i z każdego miejsca,
- pozwala na łatwe wysuwanie inicjatyw.

## Wady demokracji elektronicznej
Najważniejsze wady demokracji elektronicznej to:
- ograniczenia z powodu wykluczenia cyfrowego,
- trudność identyfikacji osoby,
- trudności z weryfikacją tajności oraz dobrowolności podczas oddawania głosów,
- ograniczona przejrzystość informatycznego systemu dystrybucji głosów.